# 宗叡
宗叡（しゅうえい・しゅえい、大同4年（809年） - 元慶8年3月26日（884年4月25日））は、平安時代前期の真言宗の僧。俗姓は小谷氏。京都の出身。読み方については「しゅうえい」とも「しゅえい」ともいう。入唐八家（最澄・空海・常暁・円行・円仁・恵運・円珍・宗叡）の一人。

## 略歴
14歳で比叡山に入り載鎮に師事して出家し、のちに興福寺の義演から法相教学を、延暦寺の義真から天台教学を、円珍から金剛界・胎蔵界両部を、実慧から真言密教を学び、禅林寺の真紹から灌頂を受けた。862年（貞観4年）真如法親王とともに唐へ渡った。五台山・天台山を巡礼し、また汴州の玄慶、長安の法全などに密教を学んで、865年（貞観7年）に帰国。869年（貞観11年）に権律師、879年（元慶3年）僧正に任じられ、東大寺別当・東寺二長者も歴任している。清和天皇の帰依を受け、天皇が出家する際にはその戒師も務めた。